# Astomum minutum
Astomum minutum là một loài rêu trong họ Pottiaceae. Loài này được Dixon & P. de la Varde mô tả khoa học đầu tiên năm 1927.